# Il filibustiere
Il filibustiere è una commedia lirica (comédie lyrique) in tre atti di Cezar' Antonovič Kjui. 

## Storia della composizione
Kjui compose Il filibustiere tra il 1888 ed il 1889, basandosi sull'omonima commedia di Jean Richepin, che scrisse il libretto. L'opera è dedicata a Marie-Clotilde-Élisabeth Louise de Riquet, contessa di Mercy-Argenteau. La prima ebbe luogo al Théâtre national de l'Opéra-Comique a Parigi il 22 febbraio 1894. In seguito fu rivisitata nel 1908 in una produzione degli studenti del conservatorio di Mosca, sotto la direzione di Michail Ippolitov-Ivanov, e fu data alle stampe un'edizione russa della partitura per pianoforte, dal titolo У моря (Presso il mare). Nonostante la particolare predilezione di Kjui per questo lavoro, esso non è mai entrato nel repertorio operistico standard. Il compositore formò una suite dall'opera, che consiste del preludio iniziale, le danze che chiudono il primo atto e la marcia del terzo atto.

## Trama
L'azione si svolge a Saint-Malo alla fine del XVII secolo, nella dimora di Legoëz che guarda sul mare.

### Atto I
Otto anni prima Pierre aveva lasciato la sua casa all'età di dieci anni per diventare un pirata. Il nonno Legoëz e la cugina Janik hanno sperato a lungo nel suo ritorno. Un giorno, mentre solo Marie-Anne è a casa, giunge il forestiero Jacquemin, un vecchio compagno di Pierre in cerca di sue notizie. I due si convincono che Pierre dev'essere morto e, per risparmiare al vecchio un grande dolore, Marie-Anne vuole nascondere Jacquemin, ma proprio in quel momento entra Legoëz, che, alla vista di un fagotto con alcune cose di Pierre, si convince che Jacquemin sia invece Pierre. Prima che l'equivoco sia chiarito, si fanno danze e festeggiamenti.

### Atto II
Durante la festa Jacquemin racconta le sue avventure e Janik, credendo che si tratti del cugino, si innamora di lui sempre più. Legoëz, vedendo la timidezza dei due giovani, chiede agli ospiti di lasciarli soli; allora Jacquemin, che a sua volta si è innamorato di Janik, le rivela la sua vera identità. La ragazza comunque non muta i suoi sentimenti, anche se non si tratta del Pierre della sua infanzia. Jacquemin lascia sola Janik; entra sua zia Marie-Anne e le due si accordano sull'inganno. In quel momento, per un'incredibile coincidenza entra Pierre e si identifica; giungono anche Legoëz e Jacquemin, che tenta di abbracciare l'amico, ma Pierre lo respinge come un traditore. Al che Legoëz, scoperto l'inganno, scaccia rabbiosamente Jacquemin.

### Atto III
Pierre racconta le sue avventure tra navi spagnole ed inglesi, che gli hanno permesso di arricchirsi e lasciare la vita di mare per diventare un proprietario terriero. Invita Legoëz a venire a vivere nel suo nuovo paese, lontano dalla nebbia e dalla vista del mare. Legoëz sente che Pierre gli è diventato estraneo. Intanto Janik è sempre innamorata di Jacquemin, ma Legoëz non ne vuole sapere, e nella casa non c'è gioia, nonostante il ritorno di Pierre. Questi apprende da Marie-Anne come lo scambio di identità sia stato fortuito, e ne parla a Legoëz che decide di perdonare Jacquemin, che nel frattempo è tornato in casa per dare il suo riluttante addio alle due donne. Pierre entra e si riconcilia con l'amico, ma quando apprende del suo amore per Janik, dapprima è furibondo, poi cede e lo accetta. Legoëz entra e, dopo aver saputo cos'è successo, acconsente alla nozze tra Jamik e Jacquemin e porta tutti a rendere omaggio al mare.